# Hime Marie
Hime Marie (Albuquerque, Nuevo México; 23 de agosto de 1995) es una actriz pornográfica, modelo erótica y camgirl estadounidense.

## Biografía
Comenzó a trabajar como maquilladora y esteticista, así como gestora y encargada de un salón de peluquería. A los 20 años complementó este trabajo con el inicio de su carrera como modelo de cámara web, realizando shows en sitios como Chaturbate, llamándose Hime (traducción japonesa de "princesa"), debido a su pasión por la cultura nipona.
Se trasladó a Florida en 2017, donde debutó, en junio de ese año, en la industria para adultos, a los 21 años de edad, habiendo rodado su primera escena para el estudio Naughty America. En agosto de ese año, apenas un mes después de comenzar una carrera, rodó sus primera escenas de sexo anal e interracial para los estudios Tushy y Blacked respectivamente, dirigidos por Greg Lansky. Está representada por la agencia de talentos Hussie Models.
Como actriz, ha trabajado para productoras de la industria como AMK Empire, Blacked, Evil Angel, Kick Ass, Mofos, Reality Kings, Tushy, Jules Jordan Video, Lethal Hardcore, Digital Sin o Naughty America, entre otras.
A finales de 2018, participó en su primera escena de doble penetración para Blacked Raw, subsidiaria de Blacked, titulada Blacked Raw V10. Por ese trabajo fue nominada en los Premios AVN de 2019 en la categoría de Mejor escena de trío Hombre-Mujer-Hombre junto a Louie Smalls y Jason Luv. En dichos galardones también recibió la nominación a la Mejor actriz revelación. También destacó otra nominación en los Premios XRCO a Nueva estrella del año, similar a la categoría que comparten los AVN y los XBIZ.
Ha rodado más de 470 películas como actriz.

## Premios y nominaciones
| Año  | Ceremonia    | Resultado | Premio                                            | Trabajo                                              |
| ---- | ------------ | --------- | ------------------------------------------------- | ---------------------------------------------------- |
| 2019 | Premios AVN  | Nominada  | Mejor actriz revelación                           | —                                                    |
| 2019 | Premios AVN  | Nominada  | Mejor escena de trío H-M-H                        | Blacked Raw V10                                      |
| 2019 | Premios XRCO | Nominada  | Nueva estrella del año                            | —                                                    |
| 2021 | Premios XBIZ | Nominada  | Mejor escena de sexo en realidad virtual          | The Dorm Room: Back to School Edition                |
| 2022 | Premios AVN  | Nominada  | Mejor escena de sexo oral                         | Hime and Anna Peach Gummy Candy                      |
| 2022 | Premios AVN  | Nominada  | Mejor escena de sexo en realidad virtual          | The SiXXXth Sense                                    |
| 2022 | Premios XBIZ | Nominada  | Mejor escena de sexo en realidad virtual          | The SiXXXth Sense                                    |
| 2023 | Premios AVN  | Nominada  | Mejor escena de doble penetración                 | DP Masters 8                                         |
| 2023 | Premios AVN  | Nominada  | Mejor escena de sexo en realidad virtual          | Call on Me                                           |
| 2024 | Premios AVN  | Nominada  | Mejor escena de sexo en grupo en realidad virtual | The Dorm Room: Anal Roommates                        |
| 2025 | Premios AVN  | Nominada  | Mejor escena de sexo en grupo                     | Sinners Anonymous                                    |
| 2025 | Premios AVN  | Nominada  | Mejor escena de sexo en grupo en realidad virtual | Locker Room Incident 2                               |
| 2025 | Premios AVN  | Nominada  | Mejor escena de sexo transexual en grupo          | Turning Up the Heat                                  |
| 2025 | Premios XMA  | Nominada  | Mejor escena de sexo en orgía o grupal            | Hime's House Party                                   |
| 2025 | Premios XMA  | Nominada  | Mejor escena de sexo en película vignette         | Hime Has Anal Intentions for Her Bestie’s Little Bro |
| 2025 | Premios XMA  | Nominada  | Mejor escena de sexo en realidad virtual          | Wet and Wild in Hollywood                            |
| 2025 | Premios XMA  | Nominada  | Mejor escena de sexo en realidad virtual          | Sexual Alchemy: Tantric Love                         |